# 테오도시우스 법전
테오도시우스 법전(Codex Theodosianus)은 로마 제국의 법전으로 31년 이후로 황제들의 칙령과 기록을 담은 것이며 테오도시우스 2세 때인 429년에 직속 위원회가 설치돼 작업에 착수하게 됐다. 편집 과정은 동로마 제국에서는 438년 완성됐으며 1년 뒤 서로마제국에서 반포됐다.
429년 3월 26일 테오도시우스 2세가 콘스탄티노플에서 모든 법령 및 칙령을 성문화하고 기록하겠다는 발표를 했다. 이에 22명의 학자들이 2개의 팀으로 나뉘어 429-438년까지 법전 제작에 착수했다. 313년부터 437년간의 법령을 모두 모은 것으로 2,500여 개 이상의 법령이 담겨 있으며 총 16권에 달한다. 테오도시우스 법전은 12표법 이후 로마 제국 정부에서 공식적으로 착수한 것으로는 처음이었다. 정치, 과학, 문화, 종교 주제를 다뤄 4-5세기 로마 제국의 모습을 한눈에 알 수 있다.

## 내용
라틴어로 쓰여 있으며 콘스탄티노플과 로마 전체의 관련 용어와 문화가 담겨있다. 기독교와 다른 교도에 관련한 세금 징수에 대한 것도 적혀 있으며 이에 대해서는 법전 작업 시에도 여러 논쟁이 있었다고 전한다. 이교도에 관한 것으로는 65개의 조항이 있다.
그는 법적인 근거를 둠으로써 고대 로마 학자들에게 충분한 근거와 사료를 제공하고자 했다. 이는 후에 발견된 유스티니아누스의 법전과도 상당한 유사점이 있다. 그러나 테오도시우스 법전이 그 분량이 나무 컸기 때문에 법령과 서체에 대해서도 상당한 공이 필요했다. 이 때문에 그는 법 자체에만 온 힘을 기울일 것을 주문했고 이는 유스티니아누스 법전과 가장 큰 차이점으로 꼽히게 됐다.
그러나 테오도시우스 법전은 당대에 존재하던 율법 문구나 수집된 것이 아니라 함께 언급된 적이 없었던 문구를 한데 모아 주요한 출처로서 역할했다는 점에서 중요성이 높다. 법전에는 황제 스스로의 선언과 법령 외에도 도덕적, 원칙적 소신에 대한 서술도 포함돼 있다. 난해한 표혐을 없애고 명확한 의미를 전달하기 위해 간단한 표현법이 돋보이며 기독교를 유일 종교로 삼고자 했다.
1-5권은 현존하는 내용을 보면 크게 두 종류의 원고로 구분된다. 처으 것은 투린으로 "T"라고도 부르는데 43개 항목으로 구성되며 내용상 연결이 즉각적인 것이 아니라 끊겨 나타난다. 두 번째 내용으로는 성무일도서( Breviarium)에 대한 내용이 있으며 1권에 원본 문구가 포함돼 있어 원래 법전의 내용을 알 수 있다. 다음 부분인 6-16권 또한 두 부분으로 나눈다. 6-8권은 "Parsinus 9643"로 부르며 중세 프랑스 도서관에서 널리 보급됐으며 9-16권 또한 도서관 시설에서 찾을 수 있었다고 한다. 9-16권의 경우에는 바티칸 도서관에서 찾아볼 수 있다. 9-16권을 학자들은 "V"로 규정하는데 내용 상으로는 완전히 변질된 것으로 보고 있다.